# Julgranen vid Trafalgar Square

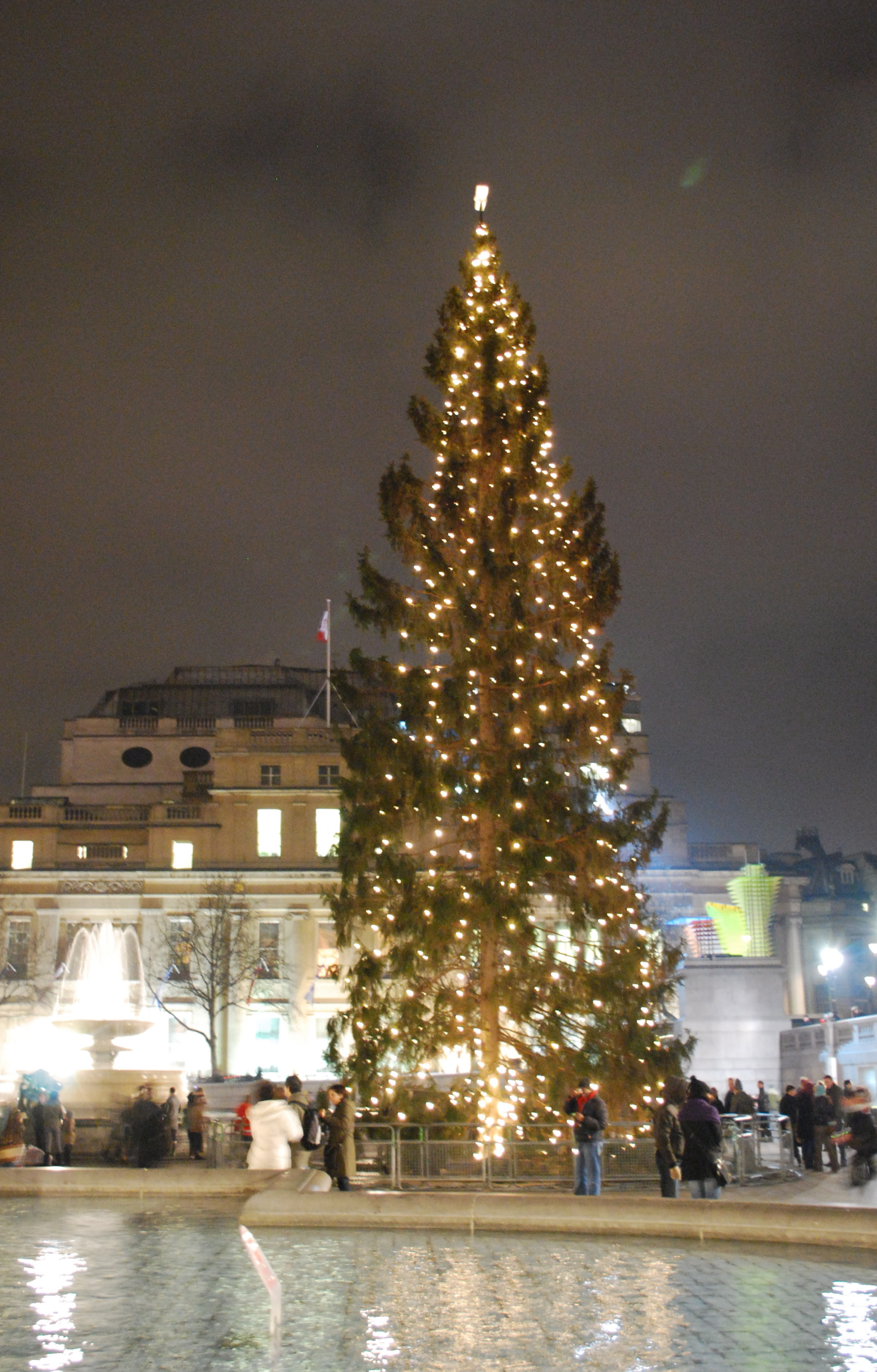
Granen 2008

Julgranen vid Trafalgar Square (engelska: Trafalgar Square Christmas tree) är den julgran som London får av Oslo varje år sedan 1947. Granen brukar placeras vid Trafalgar Square i juletider.

## Historik
Granen skickas som tack för att Storbritannien hjälpte Norge under andra världskriget. och spelar en viktig roll för julsångssjungandet i London, som utförs för att samla in pengar till flera frivilligorganisationer. Den står kvar fram till Trettondagsafton, då den tas ner för återvinning. Granen flisas och komposteras, för att bli jord.

## Granen

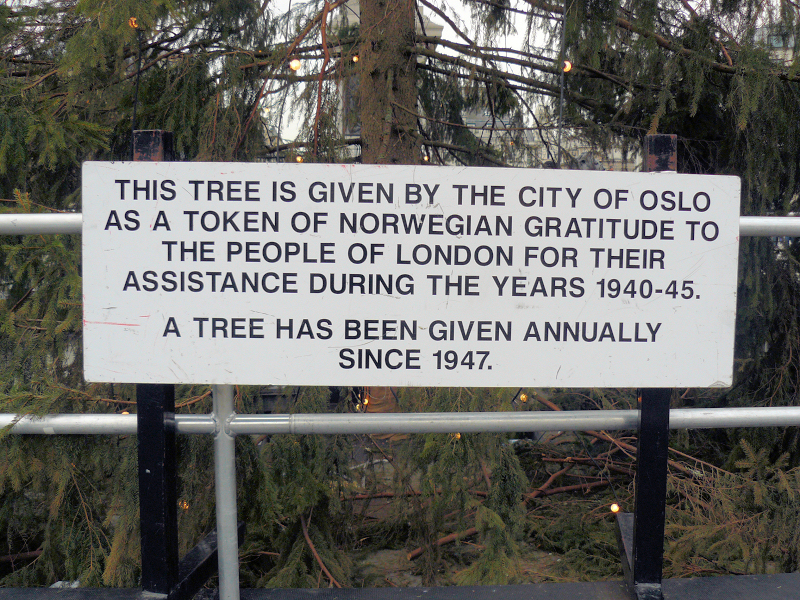
Skriften vid granens fot 2008.

Den typiska granen är en 50-60 år gammal norsk gran, som vanligtvis är över 20 meter hög. Granen huggs i Norge i november månad under en ceremoni i närvaro av bland andra Storbritanniens Norgeambassadör, Oslos borgmästare, och Westminsters borgmästare. När granen huggits ner skickas den med båt över havet till Storbritannien. En gång skickades den kostnadsfritt till Felixstowe med en lastbåt från Fred. Olsen & Co.. 2007 skickades den över Nordsjön till Immingham av DFDS Tor Line.
Julgranen dekoreras i traditionell norsk stil, och förses med 500 ljus. 2008 användes  halogenlampor med 15 ampere (3,5 kW).
Vid foten av julgranen finns en text, med orden:
| ” | Denna gran skänks av Oslo stad som ett tecken på norsk tacksamhet till Londonborna för deras hjälp åren 1940-45. En gran skänks årligen sedan 1947. | „ |

## Ceremoni och julsånger

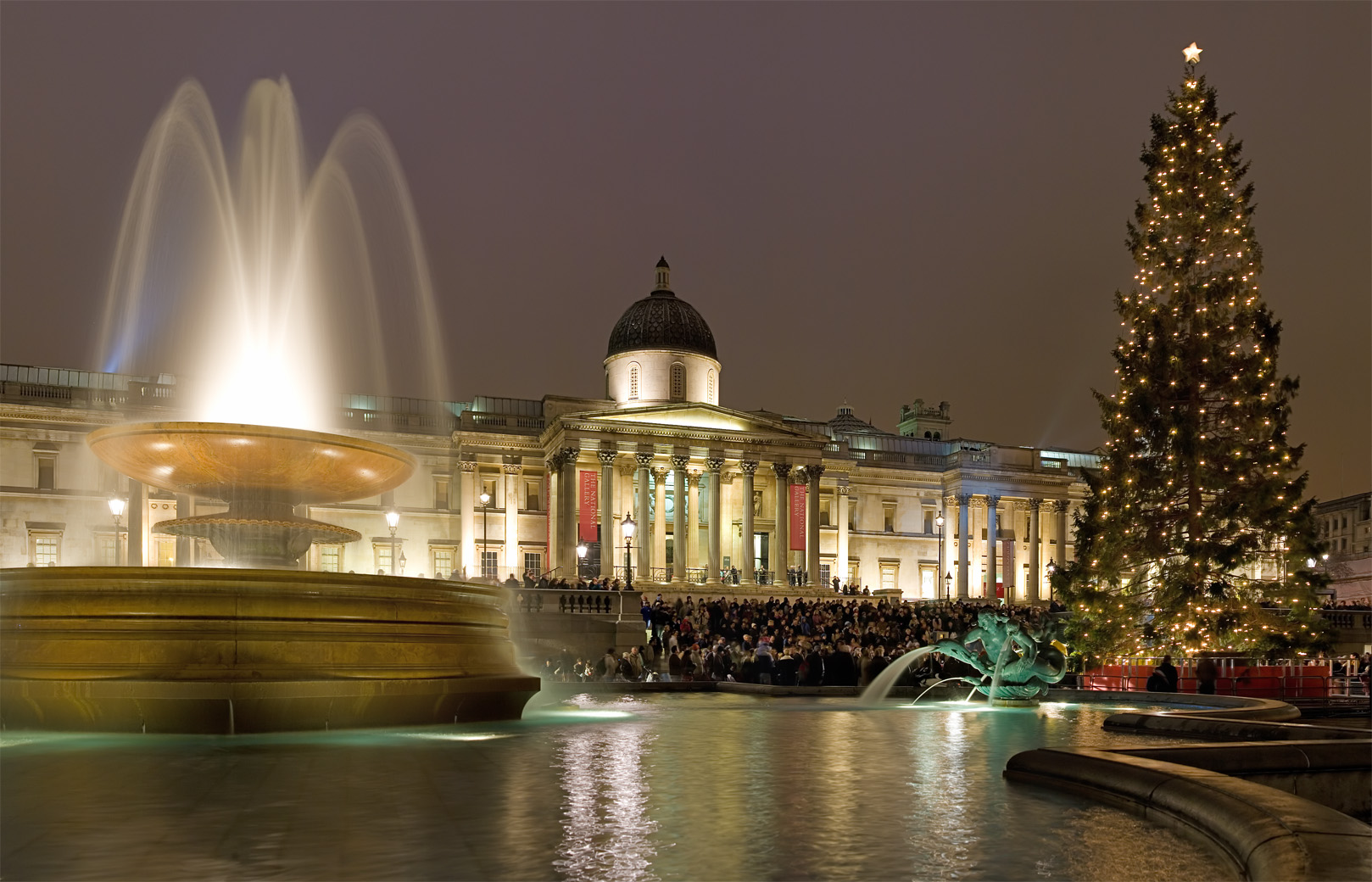
Julsånger sjungs vid granen två dagar före jul 2006.

Granen premiärtänds första torsdagen i december, och ceremonin följs av tusentals personer. Vid ceremonin, som leds av Westminsters borgmästare, medverkar också ett band och en kör, och sedan tänds granen med ett tryck på strömbrytaren.
Granen har också blivit en traditionell samlingspunkt vid julsångssjungandet. För många personer i London betyder granen och sångerna nedräkningen till jul.

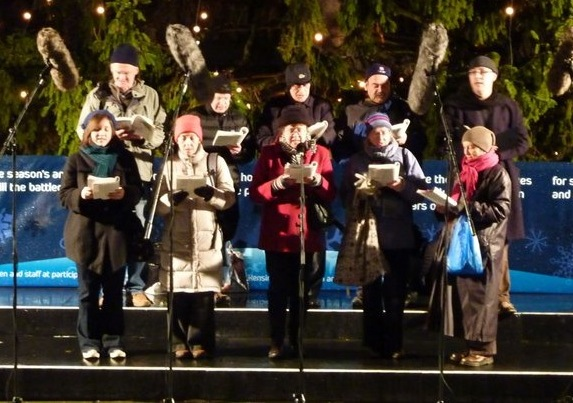
Lewisham Choral Society sjunger julsånger för Royal Society for the Blind, torsdag 16 december 2010.

I december 2010 var Lewisham Choral Society en av körerna som sjöng för välgörenhet, denna gång Royal London Society for the Blind.
Sedan 2009 har Poetry Society årligen beställt nya dikter för visning på banderoller nedanför granen. 2010 läste skolbarn upp en av dikterna vid ceremonin då granen tändes.

### Fotnoter
1. 1 2 3  Baker, Margaret. Discovering Christmas Customs and Folklore: A Guide to Seasonal Rites, (Google Books), Osprey Publishing, 1992, p. 50,(ISBN 0747801754).
2. ↑  ”Norway's Christmas tree lights up Trafalgar Square” (på engelska). Norway Post. 7 december 2013. Arkiverad från originalet den 15 april 2016. https://web.archive.org/web/20160415212332/http://www.norwaypost.no/index.php/news/latest-news/29289-norways-christmas-tree-lights-up-trafalgar-square. Läst 1 april 2016.
3. 1 2 3 4 5  "Christmas in Trafalgar Square Arkiverad 16 februari 2009 hämtat från the Wayback Machine.", Greater London Assembly, officiell webbplats, 2008, läst 26 mars 2009.
4. 1 2 3  Strange, Hannah. "The Trafalgar Christmas Tree[död länk]" The Times, (London), 6 december 2007, läst 26 mars 2009.
5. 1 2  "Trafalgar Square Christmas tree marks the start of Christmas in Westminster", City of Westminster, 8 december 2008, läst 26 mars 2009.
6. ↑  ”Carol Singing in aid of the Royal London Society for the Blind”. Facebook. 2010. https://www.facebook.com/events/1089241258428070. Läst 16 december 2010.
7. ↑  ”Trafalgar Square Christmas Tree - Wrapped in Poetry”. The Poetry Society. 2010. Arkiverad från originalet den 2 januari 2011. https://web.archive.org/web/20110102195903/http://www.poetrysociety.org.uk/content/commissions/xmastree/2010. Läst 10 december 2010.